# Муарі (Во)
Муарі (фр. Moiry) — громада  в Швейцарії в кантоні Во, округ Морж.

## Географія
Громада розташована на відстані близько 85 км на південний захід від Берна, 19 км на північний захід від Лозанни.
Муарі має площу 6,7 км², з яких на 3,3% дозволяється будівництво (житлове та будівництво доріг), 41,5% використовуються в сільськогосподарських цілях, 55,2% зайнято лісами, 0% не є продуктивними (річки, льодовики або гори).

## Демографія
2019 року в громаді мешкало 310 осіб (+20,2% порівняно з 2010 роком), іноземців було 6,5%. Густота населення становила 47 осіб/км².
За віковим діапазоном населення розподілялося таким чином: 21% — особи молодші 20 років, 61% — особи у віці 20—64 років, 18,1% — особи у віці 65 років та старші. Було 128 помешкань (у середньому 2,4 особи в помешканні).